# Aligoté
L'aligoté è un vitigno a bacca bianca della Borgogna della famiglia Noiriens.

## Descrizione
I suoi grappoli sono piccoli (10 cm circa) e formati da piccoli acini sferici. Le sue foglie sono orbicolari, tagliate molto poco e di grandi dimensioni.
È un vitigno fertile e rustico, ma sensibile alle malattie, in particolare alla peronospora. Corrisponde in Borgogna alla denominazione "Borgogna Aligoté", che produce un vino abbastanza povero di tannino e fragrante, con aromi tipici di limone, acacia, nocciola o mela verde, a volte agrumi più in generale. Viene spesso consumato mescolato con crème de cassis (aperitivo Kir).

## Origine

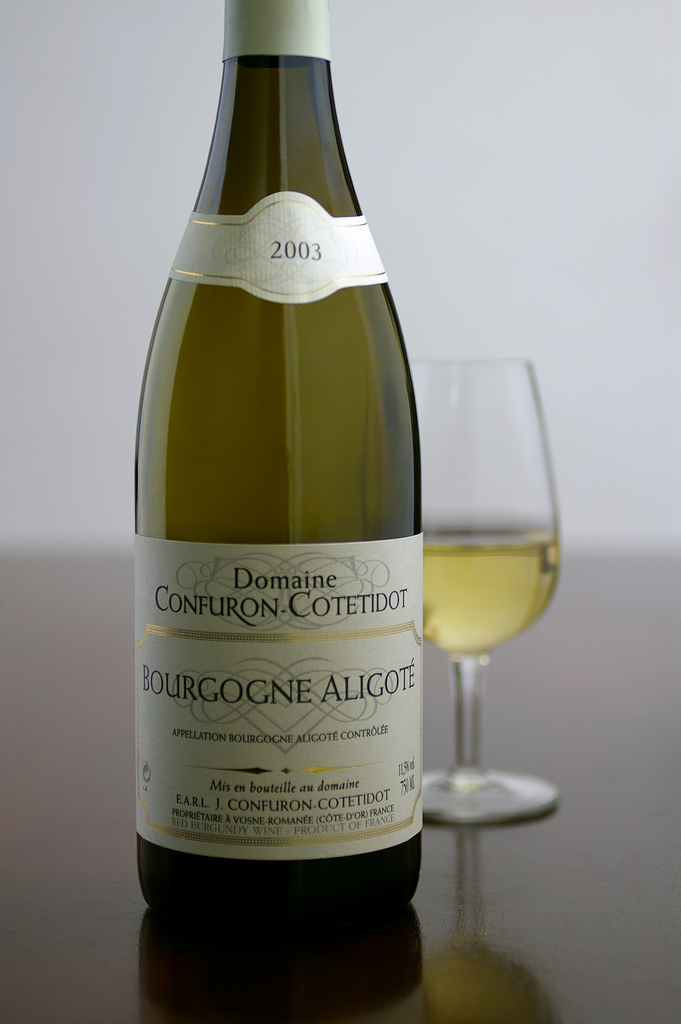
Vino Aligoté della Borgogna.

L'aligoté è presente nei vigneti della Borgogna dal XVII secolo. Nel 1999 i ricercatori dell'Università della California, Davis hanno presentato 322 campioni di vite per un'analisi genetica approfondita. In tutto, 16 vitigni sono il risultato di incroci tra Gouais blanc e Pinot. Questi sono aligoté, Aubin vert, Auxerrois, Bacheta noir, beaunoir, chardonnay, Dameron, franco noir da Haute-Saône, Gamay Blanc Gloriod, Gamay, knipperlé, Romorantin, roublot e Sacy.
In Svizzera, nella regione di Ginevra, la prima persona ad aver piantato l'aligoté fu Jules Dupraz, nel 1917.

## Distribuzione geografica
Coltivato principalmente in Borgogna, è il vitigno unico dell'AOC Bouzeron a nord della Saona e Loira. Si trova anche su piccole superfici in Savoia, Giura, Valle del Rodano (Châtillon-en-Diois) e nel sud-est della Francia.
Quest'uva è coltivata su circa 1 000 ettari in Francia, ma è più diffusa in Europa orientale, Crimea e Romania, oltre che in Svizzera.

## Sinonimi
Aligoté è anche conosciuto con i seguenti nomi: alligotay, alligoté, blanc de Troyes, carcairone blanc, carcarone, carchierone, Chaudenet gras, giboudot blanc, griset blanc, mukhranuli, piston, pianta di tre grappoli, pianta di tre, pianta grigia, trojan bianco e verde bianco.